# Enrique Arancibia Clavel
Enrique Lautaro Arancibia Clavel (Punta Arenas, 13 de octubre de 1944-Buenos Aires, 28 de abril de 2011) fue un terrorista de extrema derecha y después agente chileno de la Dirección de Inteligencia Nacional (DINA) (bajo el seudónimo de Luis Felipe Alemparte Díaz), que residía en exilio no oficial en Buenos Aires, Argentina, tras el asesinato del Comandante en Jefe del Ejército chileno, René Schneider, el 25 de octubre de 1970. En este caso fue acusado de ser el Coordinador del grupo de asesinos.

## Primeros años y formación
Pertenece a una familia de militares. Hijo de un Almirante. Es el mayor de 10 hermanos. Cinco hombres y cinco mujeres. De una familia que mantiene la tradición militar entre sus miembros ya que varios de sus hermanos fueron generales y almirantes.  Su hermana Patricia es historiadora y cercana a Augusto Pinochet.  Fue estudiante sin alcanzar de recibirse de ingeniería civil. Su padre era oficial naval. Él mismo fue cadete naval entre 1961 y 1962.

## Acciones previas a la dictadura militar
Junto a la CIA y la ONI, la derecha política intentó evitar que Allende asumiera. Tras el Gambito de Frei, se hizo patente que Track 1 y Track 2 eran las vías.
Se intentó provocar un golpe militar para lo que se diseñó un plan de dos fases: Terrorismo de bandera falsa para culpar a la izquierda y secuestro del Comandante o del Vicecomandante en Jefe del Ejército.

### Terrorismo
Su huella como “El Dinamitero” –así lo llamaban– quedó en las bombas que se colocaron en la Bolsa de Comercio, en la Escuela de Derecho de la Universidad de Chile, en el entonces Canal 9 de TV y en el Aeropuerto de Santiago. Solo el azar hizo que el artefacto más potente que colocó en el recinto aéreo no explosionara. También acusó al general Roberto Viaux de ser el autor intelectual de la cadena de actos terroristas que él mismo ejecutó con otros miembros del grupo de ultraderecha. Se buscó, dijo, preparar el clima para el secuestro de Schneider, cuyo objetivo final era impedir que Allende asumiera como presidente de Chile.
Por eso, después de cada atentado, de acuerdo a los procedimientos de inteligencia naval se intentaba que pasara por atentados de bandera falsa, para lo que se lanzaban panfletos de una hasta ese momento desconocida Brigada Obrero Campesina (BOC): 

“para hacer creer que los autores eran de un grupo de ultra izquierda y crear un clima adverso”.
Enrique Arancibia Clavel ante los Tribunales de Chile en 1977

Arancibia fue detenido. Tenía 26 años, y cursaba cuarto año de Ingeniería en la Universidad de Chile después de un breve paso por la Escuela Naval. Su padre, oficial de la Armada (r) y uno de sus hermanos oficial de la misma rama. Otro, era oficial del Ejército. A pesar de su propia confesión, de los explosivos que hallaron en su domicilio el 8 de octubre de 1970, y de las numerosas pruebas en su contra, fue dejado en libertad bajo fianza.
Esa misma noche huyó hacia el sur de Chile. Todo estaba organizado por alguien a quien nunca se quiso identificar. Fue ocultado en la Hostería del Lago Ranco, y en febrero de 1971, el dueño de esa hostería lo trasladó al otro lado de la frontera por el paso Tromen (Mamuil Malal), saliendo del país con una cédula falsa. Allí lo esperaba el ex edecán del general Juan Carlos Onganía, cuando ejerció el mando de Argentina como dictador en los años 60.

### Asesinato de René Schneider
En 1966, en la Conferencia de los Ejércitos Americanos realizada en Buenos Aires, Onganía propuso institucionalizar una fuerza interamericana de defensa permanente, de intervención regional contra el enemigo subversivo. Su principal detractor fue precisamente el general René Schneider, quien aún no asumía como jefe del Ejército chileno. Arancibia, tras su paso por la Escuela Naval e hijo de un Almirante y hermano de varios Almirantes y Generales, empezó a participar en la revista nacionalista Tizona y como líder del grupo terrorista viauxista «Ofensiva Nacionalista de Liberación», entre cuyos militantes figuraba el entonces estudiante de derecho Erwin Robertson. Estos actuaban, junto a otros, contra la posibilidad de que Salvador Allende asumiera como presidente de Chile, en 1970.

“Comencé a dar cumplimiento a las instrucciones que me diera el capitán Luis Gutiérrez”
Declaración de Arancibia frente a Tribunales chilenos en 1978.

## Participación en la DINA

Logo de la Dirección de Inteligencia Nacional.

Dos meses después del Golpe de Estado, en noviembre de 1973, Arancibia Clavel se presentó en el cuartel general de la recién creada Comisión DINA.

“Lo hice para saludar al entonces coronel Manuel Contreras y ofrecerme a su disposición para llevarle cualquier tipo de información”,“A los pocos días fui entrevistado por un oficial de la DINA al que por su cargo llamaban ‘Don Elías’ (Raúl Iturriaga Neumann) y que era uno de los jefes del Departamento Exterior. Me dio instrucciones de cómo debía hacer llegar la información a través del canal que considerara más idóneo, explicándome que no debía utilizar mi verdadero nombre ni tampoco divulgar mi condición de miembro del Servicio Exterior de la DINA”
Declaración  de Enrique Arancibia Clavel ante un tribunal argentino el 28 de noviembre de 1978. 

Para contratarlo debieron obviar un obstáculo importante: Arancibia en ese momento era un prófugo de la justicia, acusado de actos terroristas, como integrante del grupo que asesinó al comandante en jefe del Ejército, René Schneider, en octubre de 1970.
Fue condenado a cadena perpetua por el asesinato en 1974 del general Carlos Prats y su esposa Sofía Cuthbert en Buenos Aires, por un tribunal argentino en agosto de 2004. Este tribunal determinó que los delitos de lesa humanidad no tienen un límite estatutario en Argentina, incluso aquellos cometidos durante el terrorismo de Estado. Arancibia es el único condenado hasta ahora por el asesinato del general Prats, en el que Michael Townley es el principal implicado.

Un grupo que planificó “la eliminación física del general (r) Carlos Prats González por estimarse peligroso para la permanencia del gobierno militar de Chile”
Fallo de la Justicia chilena

En los archivos capturados a Arancibia por los argentinos en 1978 aparece muchas veces Michael Townley. Incluso hay una carta de presentación de éste, firmada por Manuel Contreras y por Pinochet y dirigida al subsecretario de Seguridad Interior, Héctor García Rey, para finiquitar Colombo. Lo que se le exige a García Rey son los papeles oficiales que acreditarán que los 119 chilenos a los que se quiere hacer aparecer como asesinados por sus propios compañeros en el exterior, efectivamente pasaron desde Chile a territorio argentino por distintos pasos cordilleranos. Son los mismos que aparecen en la lista manuscrita con más de 100 nombres de detenidos que estaba en su archivo.

### Operación Colombo

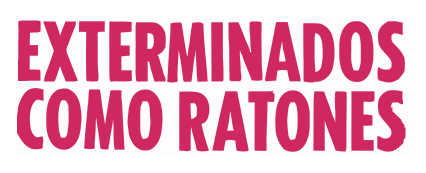
Titular de La Segunda señalando que los miristas se estaban matando entre ellos en el exterior. Posteriormente se prueba que la acción conocida como “Operación Colombo” fue ejecutada por la DINA. Todos fueron asesinados en Chile y hechos desaparecer.

La Operación Colombo o caso de los 119 fue un operativo montado por la Dirección de Inteligencia Nacional chilena (DINA) en 1975, destinado a encubrir la desaparición forzada de 119 opositores políticos del régimen militar —en su mayoría miembros del Movimiento de Izquierda Revolucionaria (MIR)— y hacer creer a la opinión pública nacional e internacional que éstos habían fallecido en enfrentamientos con fuerzas de seguridad extranjeras y víctimas de purgas internas.
La última fase de la Operación Colombo era inminente. El embajador de Chile en Argentina, René Rojas Galdames les cortó la valija diplomática a los hombres de la Dina. Arancibia enfureció y buscó alternativa. Será Michael Townley quien la encontrará en pilotos de Lan Chile que por unos pocos dólares aceptaron el trabajo. Pero Rojas quedó en una lista negra con cuentas por cobrar. Más tarde, como consta en sus archivos, Arancibia recurrirá a un alto jefe de inteligencia argentino para que vigile y espíe al embajador Rojas y a su familia. La vida privada de sus hijas fue descrita con procacidad en los informes de la DINA, mientras la tensión entre Rojas y el coronel Barría crecía.

“Es fundamental que este señor entienda para quién trabaja. El embajador viaja ahora a Santiago. Seguramente irá a mover su mafia radical en contra de los funcionarios leales. Pido a la empresa que se tomen las medidas drásticas correspondientes”.
Archivos capturados por Argentina a Arancibia

Años más tarde, en la noche del 10 de noviembre de 1981, la CNI haría explotar un auto al frente del domicilio del embajador en Santiago en Las Vizcachas, con cuatro ocupantes en su interior. La versión oficial señaló que los cuatro jóvenes, que murieron calcinados, preparaban un atentado a la casa del exembajador cuando las bombas por error explosionaron. Lo que comprobó el juez Joaquín Billard años después fue que los cuatro ocupantes del automóvil habían sido detenidos previamente por la CNI. Uno de ellos hasta hoy no ha podido ser identificado, pues le faltaban la cabeza, los pies y las manos. Muchos creen que fue una venganza de los ex Dina contra Rojas.
Tras la aparición de la revista argentina Lea (60 nombres) y el diario Novo O’Día de Curitiba, Brasil (59 nombres), con la nómina de los 119 chilenos supuestamente asesinados en Salta por sus propios compañeros, llegaron los titulares de la prensa chilena. El 23 de julio, miles de chilenos leyeron con horror:

“Exterminados como ratones”
La Segunda

“El MIR asesina a 60 de sus hombres en el exterior”
La Tercera

“Identificados 60 miristas ejecutados por sus propios camaradas”
El Mercurio

“Sangrienta pugna del Mir en el exterior”
Las Últimas Noticias.

Durante varios días se destacó que por todos ellos se había presentado recursos de amparo “lo que demuestra la mentira que los marxistas han fabricado sobre la acción de los servicios de seguridad”. Ese montaje, uno de los más estremecedores que se vivió en dictadura y que puso por primera vez la palabra “desaparecido” sobre la mesa, fue digitado desde el cuartel central de la DINA y lleva la huella clave de Enrique Arancibia Clavel.

## Operación Europa y espionaje en la Argentina
Las operaciones de ejecución no terminaron con las repercusiones de Colombo. Por el contrario. En los archivos de Arancibia Clavel está la prueba. Ciga Correa pidió más “trabajos” a ejecutar en Buenos Aires o en cualquier otra ciudad del mundo; y “una metralleta Sterling o del tipo, más silenciadores”. Y le puso un alto precio a su función. En esta operación estuvieron encuadrados el atentado contra Bernardo Leighton y su esposa, ejecutado el 5 de octubre en Roma. Ambos sobrevivieron, pero con graves secuelas. Y también, del fallido intento de asesinar al terrorista venezolano Carlos “El Chacal” (Ilich Ramírez Sánchez), a cambio de una gruesa recompensa que le pide Manuel Contreras al Sha de Irán.
En noviembre de 1978, poco después de la extradición de Michael Townley a los Estados Unidos y ante el enfrentamiento entre las dictaduras de Argentina y Chile por el conflicto del Beagle, fue detenido por oficiales de inteligencia argentinos, y culpado de espionaje. Cayó Arancibia y con él, el archivo que guardó en el doble fondo. Allí donde están las pruebas que lo inculpan en la represión contra chilenos. Al caer estos archivos, dan cuenta de la observación y marcación de exiliados chilenos en Argentina en el periodo 1973-78. Si bien el archivo de Arancibia Clavel muestra que el foco principal de su tarea son los exiliados, también está la prueba de que mantuvo vigilancia permanente sobre los otros chilenos que como él participaron de la conspiración para asesinar a Schneider y se refugiaron en Argentina.

El peluquero y bailarín argentino Humberto Zambelli subió al auto Renault 12 y enfiló raudo hacia el aeropuerto de Ezeiza. Ese 4 de noviembre de 1978 iba al encuentro de su pareja, Enrique Arancibia Clavel, cuya tarjeta de visita indicaba que era agente del Banco del Estado en Buenos Aires. Una pantalla muy bien pagada para el jefe de la red clandestina de la Dirección Nacional de Inteligencia (DINA) en Argentina, quien regresaba conmocionado desde Santiago. El bailarín del ballet de Susana Jiménez no sospechaba que todos sus pasos eran observados y fotografiados.
Mónica González

En dicha ocasión se secuestró una cantidad de documentos e informes que Arancibia enviaba a la DINA en Chile, entre ellos listas enumerativas de desaparecidos confeccionadas con información proveniente del Batallón 601 de Inteligencia del Ejército. En uno de dichos informes, se cuantifica en 22.000 los muertos y desaparecidos desde 1975 hasta julio de 1978.
En una orden perentoria enviada por “Luis Gutiérrez”, chapa que usa el jefe el Departamento Exterior de la DINA y que en esos días esconde la identidad del general Raúl Eduardo Iturriaga Neumann, se le pide “la ubicación de trabajo y domicilio particular de los más connotados del régimen pasado en Buenos Aires y Mendoza”. La primera nómina de los chilenos simpatizantes de la Unidad Popular viviendo en Argentina fue depositada personalmente por Arancibia en el escritorio de “Luis Gutiérrez” en Santiago.

## Enfrenta a la justicia

### Desafuero de Pinochet

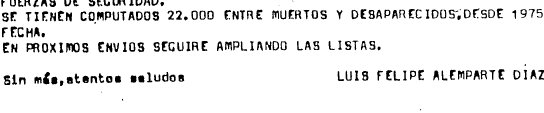
Informe secreto de Arancibia Clavel que cuantifica en 22.000 los muertos y desaparecidos a julio de 1978.

En julio de 2002, cuando la Corte de Apelaciones de Santiago debió pronunciarse sobre la petición de desafuero solicitada por la justicia argentina en su contra por su rol en el crimen de Carlos Prats y su esposa, Pinochet se encontraba de vacaciones en Iquique. En un publicitado periplo, el general demostró que poco había de su mentada demencia cortical irreversible, la causal del fin de su juicio por los crímenes de la Caravana de la Muerte. Pero esa nueva petición de desafuero encendió la alerta. Las vacaciones terminaron y Pinochet regresó bruscamente a Santiago para esperar el fallo de la Corte Suprema (diciembre de 2002).
En 2003, y por primera vez, la justicia chilena actuó a través del ministro de fuero Alejandro Solís cuando procesó a la plana mayor de la DINA por el crimen del general Carlos Prats y su esposa Sofía Cuthbert: Manuel Contreras y Pedro Espinoza (ambos, en calidad de jefes); y a Raúl Iturriaga Neumann, Jorge Iturriaga Neumann y José Octavio Zara Holger, como miembros de la organización criminal.

### Otras condenas
Arancibia también fue condenado en 2004 por un tribunal argentino por el secuestro de dos mujeres chilenas en Buenos Aires, una de ellas Laura Elgueta, exjefa de prensa de la ex Ministra de Defensa chilena Vivianne Blanlot. Los documentos desclasificados del FBI sugieren que Arancibia también habría estado en contacto con el terrorista neo-fascista italiano Stefano Delle Chiaie.
Arancibia siempre negó las acusaciones en su contra, y pretendía volver a Chile una vez que terminase el juicio por el caso Prats.

## Muerte
El 28 de abril de 2011 fue hallado muerto en su oficina en el centro de Buenos Aires. Presentaba once profundas cuchilladas, y faltaban 35 000 dólares de su departamento.
La familia se manifestó consternada por el crimen. Atribuyen la difusión de la homosexualidad de Arancibia a una campaña de desprestigio en su contra.

## Obra de teatro
Su biografía fue llevada al teatro en una obra llamada "Malabia"
Jorge Becker es el director de la obra de teatro , la cual retrata el juicio vivido en Argentina por el exagente de la DINA Enrique Arancibia Clavel, una obra que Becker decidió realizar debido a la complejidad que representa el personaje.